# USS Rodman (DD-456)
Эскадренный миноносец «Родман» (англ. USS Rodman (DD-456)) — американский эсминец типа Gleaves.
Заложен на ферфи Federal Shipbuilding, Кирни, Нью-Джерси 16 декабря 1940 года. Заводской номер: 197. Спущен 26 сентября 1941 года, вступил в строй 27 января 1942 года.
15 ноября 1944 года переклассифицирован в быстроходный тральщик DMS 21. С 16 января 1955 года снова эсминец DD 456.
Выведен в резерв 28 июля 1955 года. В тот же день передан Тайваню, где введен как 16 «Hsuen Yang». 22 мая 1970 года тяжело поврежден близ острова Матсу в штормовую погоду. Не восстановлен. Возвращен США.
Из ВМС США исключён 1 декабря 1972 года и разобран на слом.